# روی ساکوراگی
روی ساکوراگی (انگلیسی: Rui Sakuragi؛ زاده ۸ مارس ۱۹۷۰) یک بازیگر پورنوگرافی اهل ژاپن است. 